# Calamosternus hyxos
Calamosternus hyxos é uma espécie de insetos coleópteros polífagos pertencente à família Aphodiidae.
A autoridade científica da espécie é Petrovitz, tendo sido descrita no ano de 1962.
Trata-se de uma espécie presente no território português.